# Robert Alesch
Robert Alesch, né le 6 mars 1906 à Aspelt (Luxembourg) et fusillé le 25 janvier 1949  au fort de Montrouge à Arcueil, est un prêtre catholique luxembourgeois, agent double au service de l'Allemagne nazie pendant la Seconde Guerre mondiale.

## Biographie

### Le prêtre
Ordonné prêtre en 1933, il s'installe en France en 1935 et est nommé vicaire à La Varenne Saint-Hilaire, en région parisienne. Au début de l'Occupation nazie, il se fait passer, en particulier dans ses sermons du dimanche[réf. souhaitée], pour un opposant aux Allemands, professant des idées gaullistes.

### Le collaborateur
Ce prêtre catholique s'est avéré en réalité un agent au service de l'Abwehr. Il réussit à s'introduire dans les milieux de la Résistance et gagne la confiance de l'ethnologue Germaine Tillion, qui le met en relation avec Jacques Legrand, chef exécutif du Réseau Gloria et de Jeaninne Picabia (Gloria de son nom de guerre), fondatrice et chef du réseau. Le nom de code de « Bishop » lui est alors attribué. Salarié des Allemands, se faisant payer pour ses informations, le père Alesch a une double vie : prêtre le jour, il habite avec ses deux maîtresses rue Spontini dans le 16e arrondissement de Paris.
Le 13 août 1942, Jacques Legrand, Germaine Tillion puis les principaux cadres du Réseau sont arrêtés. Près de 80 personnes se trouvent emprisonnées dans le courant du mois août 1942. Détenus à la prison de Fresnes et de la Santé, elles subissent les longs interrogatoires et pour certains les tortures de la police allemande. Incarcérés ensuite au camp de Romainville, ils seront pour la plupart déportés vers les camps de concentration de Buchenwald, Mauthausen et Ravensbrück. Le chef de Gloria Smh, Jacques Legrand, son adjoint Thomazon, et nombre d'entre eux ne reviendront pas de déportation. Le professeur Alfred Péron meurt deux jours après son retour.
Alesch poursuivra son activité d'agent double au service des nazis, encourageant des jeunes à résister, puis les livrant à l'occupant. Il était rémunéré 12 000 francs par mois (soit le salaire d'un officier supérieur de l'époque) et touchait des primes par tête livrée.

### La fin
Après la guerre, Robert Alesch se réfugie à Bruxelles en Belgique. Livré aux autorités françaises, il est jugé par la Cour de justice de la Seine en mai 1948, avec ses deux maîtresses. Les survivants du Réseau, Germaine Tillion qui évoque la mémoire de sa mère Émilie Tillion assassinée à Ravensbrück, Gabriële Buffet-Picabia (mère de Jeanine), Pierre Weydert et ses camarades de Gloria, sont présents pour témoigner au procès.
Il est condamné à mort. L'une de ses maîtresses est condamnée à une peine de prison, l'autre est acquittée. L’abbé Alesch est fusillé le 25 janvier 1949 au fort de Montrouge (Arcueil).

## Sources
- Archives nationales
- Beckett, de James Knowlson, éditions Solin, Actes Sud
- Le témoignage est un combat, de Jean Lacouture (une biographie de Germaine Tillion), éditions du Seuil

### Radio
- « Robert Alesch », le salaire du prêcheur, Radiofrance, émission du 2 novembre 2024, par Maylis Besserie.